# マムカ・ゴルゴゼ
マムカ・ゴルゴゼ（グルジア語: მამუკა გორგოძე、グルジア語ラテン翻字: Mamuka Gorgodze、1984年7月14日 - ）は、ジョージア・トビリシ出身の元ラグビーユニオン選手。ジョージア代表。

## プロフィール
- ポジションは主にバックロー(フランカー(FL)、ナンバーエイト(No.8))。
- 17歳でラグビーを始めるまではバスケットボールをしていた。
- 体の大きさと激しいプレースタイルからファンには「Gorgodzilla(ゴルゴジラ)」、「ガリバー」などと呼ばれており、ジョージアラグビー界を代表するスター選手である。

## 経歴
- 2003年、初めて代表に招集され、スペイン代表戦でデビューを飾った。
- 2005年、ジョージア国内のクラブからフランストップ14のモンペリエに移籍した。
- 2007年、2011年のラグビーワールドカップにジョージア代表として出場。
- 2013年にRCトゥーロンに移籍。
- 2015年のワールドカップにはキャプテンとして臨み、ニュージーランド代表戦ではマン・オブ・ザ・マッチに選出される活躍を見せた。
- 2017年にジョージア代表チームからの引退を表明していたが、ラグビーワールドカップ2019直前に代表チームからフランカーのギオルギ・ツツキリゼが負傷離脱しキャプテンのメラブ・シャリカゼも負傷したことで、マムカ・バフタゼ首相をはじめとして多くの復帰を望む声が上がり、それに応える形で代表に復帰した[1]。
- 2020年、現役引退を発表した[2]。